# Liz Gallardo
Pour les articles homonymes, voir Gallardo.
Liz Gallardo, née le 28 novembre 1979 à Guadalajara au Mexique, est une actrice mexicaine. Elle est surtout connue pour ses rôles dans Una maid en Manhattan en 2011-2012 et dans Bajo el mismo cielo en 2015-2016.

## Filmographie
- 2001-2002 : Como en el cine : Rocío Montero (TV Azteca)
- 2004 : Prisionera : Monalisa García (Telemundo)
- 2004-2005 : ¡Anita, No Te Rajes!  : Rosario 'Chayo' Guerrero (jeune) (Telemundo)
- 2005 : La ley del silencio : Manuela (Telemundo)
- 2006 : Decisiones (série télévisée) (Telemundo)
- 2006-2007 : Marina : María (Telemundo)
- 2007 : Tiempo final (série télévisée)
- 2007 : The Night Buffalo : Tania
- 2008 : Tomalo Suave (téléfilm)
- 2009 : Vuélveme a querer : Nora Mejía (TV Azteca)
- 2009 : One for the Road (La última y nos vamos) : Lucia
- 2010 : Las Aparicio : Julia Aparicio (Cadenatres)
- 2010 : El Parto (court métrage) : Elizabeth
- 2010 : Seres: Genesis : Emma
- 2011-2012 : Una maid en Manhattan : Leticia 'Lety' Robles (Telemundo)
- 2013 : Cinco de Mayo, The Battle : Citlali
- 2013 : Reencarnación: Una historia de amor : Yolanda
- 2013 : Biodegradable : Rosa
- 2014 : Camelia la Texana : Concepción Olvera 'La Cuquis' (Telemundo)
- 2015-2016 : Bajo el mismo cielo : María Solís Martínez (Telemundo)
- 2016 : Las amazonas : Montserrat (Las Estrellas)
- 2016 : Drunk History: El Lado Borroso De La Historia : Frida Kahlo